# Andselv
Andselv este o localitate din comuna Målselv, provincia Troms, Norvegia, cu o suprafață de 0,59 km² și o populație de 905 locuitori (2013).